# Chatroulette
Chatroulette è un sito web che, in maniera casuale, mette in contatto sconosciuti di tutto il mondo attraverso videochat. I visitatori del sito, quindi, iniziano a chattare con altri visitatori e possono in ogni momento interrompere quella conversazione e iniziarne un'altra con un altro visitatore a caso. Il tipo di conversazione comprende audio, video e testo a seconda della scelta di ogni partecipante. Dopo una sperimentazione in cui il sito connetteva persone dello stesso Stato, questo andò offline nell'agosto 2010 per poi tornare attivo il 1º settembre dello stesso anno.

## Storia e caratteristiche
Il sito Chatroulette fu creato da Andrey Ternovskiy, uno studente diciassettenne di Mosca. Ternovskiy afferma che l'idea gli venne dalle video chat che faceva con i suoi amici attraverso Skype, e che la prima versione di Chatroulette fu scritta in "due giorni e due notti". Ternovskiy scelse il nome "Chatroulette" dopo aver visto Il cacciatore, un film del 1978 sulla guerra del Vietnam nel quale i prigionieri vengono costretti a giocare alla roulette russa.
Nella fase iniziale sono stati investiti 10 000 dollari dai genitori di Ternovskiy che in poco tempo sono stati riguadagnati tramite i ricavi del sito stesso.
All'inizio del novembre 2009, subito dopo che il sito fu lanciato, ebbe circa 500 visitatori al giorno per arrivare, dopo un mese, a 50000. Nel febbraio 2010 erano circa 35000 le persone connesse a Chatroulette in ogni momento. All'inizio di marzo, Ternovskiy stimò che il sito avesse circa 1,5 milioni di utenti e che, approssimativamente, il 33% di questi si fosse connesso dagli Stati Uniti d'America e il 5% dalla Germania.
Il sito utilizza Adobe Flash per mostrare i video e per accedere alla webcam dell'utente. Se non si è in possesso o non si vuole usare la webcam, c'è la possibilità di caricare un'immagine fissa, che comparirà al posto dell'immagine live. Spesso, però, non rappresentano la persona al di là dello schermo, trattandosi molte volte anche di pubblicità. Per arginare quest'ultimo caso, Chatroulette adotta il metodo di "inserimento della parola chiave", bloccando prima i collegamenti con gli altri utenti. In questo modo chi caricherà l'immagine o le immagini di pubblicità, non essendo realmente presente davanti al computer, non potrà digitare la parola e la sua pubblicità rimarrà bloccata.
Secondo uno studio informale pubblicato nel marzo 2010, quasi la metà delle volte ci si connette con qualcuno negli USA. Nelle sessioni in cui è presente una sola persona, l'89% sono uomini mentre l'11% sono donne. L'8% degli appaiamenti casuali mostra gruppi di persone. Le donne appaiono in gruppo una volta su tre, mentre gli uomini una volta su dodici. Per un utente è più facile incontrare webcam in cui non si vede nessuno che una in cui si vede una donna da sola. Infine, 1 webcam su 8 mostra contenuti controversi e la probabilità di incontrare un cartello che richiede "nudità femminili" è il doppio di incontrare una donna nuda.

## Cultura
Un partecipante il cui chat partner clicchi su Next per trovare un nuovo partner viene definito "nextato".
Varie celebrità hanno usato Chatroulette tra cui Kelly Osbourne, Daniel Tosh, Joel Madden, Nicole Richie, Kevin Smith, Lil Wayne, The Jonas Brothers, Wiz Khalifa, Paris Hilton, Lady Gaga, Justin Bieber. A volte si tratta di video caricati e quindi non si può avere la certezza che quella nell'immagine sia realmente una celebrità su Chatroulette.
Il 27 febbraio 2010 al Soundwave Festival tenuto a Melbourne, Australia, i Faith No More hanno trasmesso la loro performance live su Chatroulette.
Sono apparsi molti siti con funzionalità simili a quelle di Chatroulette, ma nessuno di questi ha guadagnato la stessa popolarità e notorietà.

## Controversie
Secondo un sondaggio effettuato da RJMetrics, un collegamento su otto contiene contenuti sessualmente espliciti. Parodie come quella di South Park mettono in mostra come il sito sia diventato famoso soprattutto per questo.
In risposta a ciò, il sito incoraggia gli utenti ad avere almeno 18 anni e proibisce condotte pornografiche. Utenti che assistono a attività pornografiche, immorali o addirittura illegali possono segnalare, con il tasto "Report", l'utente reo di queste azioni. Dopo tre segnalazioni verso lo stesso partecipante, questo viene bannato dal sito per 24 ore.
Nonostante i provvedimenti adottati, la situazione non sembra essere migliorata e spesso anche bambini, che utilizzano questo servizio, rischiano di imbattersi in immagini inappropriatamente esplicite di sesso.
Il rischio di ricatti nel sito è diventato alto, come dimostrato da un servizio de Le iene in cui un'ipotetica scena di nudo viene registrata e messa su YouTube dall'utente con cui si è chattato in caso del mancato pagamento di una somma di denaro.

## Riferimenti nella cultura di massa
Chatroulette è menzionata in un episodio di South Park della stagione 14, intitolato You Have 0 Friends.